# Программа Е-6
Программа «Е-6» — работы по мягкой посадке автоматической межпланетной станции на Луну, проводимые ОКБ-1 (СССР). Программа завершилась успешными прилунениями советских АМС Луна-9 и Луна-13.
Непосредственная разработка НИОКРов проводилась под непосредственным контролем заместителя Королева К. Д. Бушуева коллективом, возглавляемым Г. Ю. Максимовым.
Автоматическая межпланетная станция представляла собой спускаемый аппарат массой около 100 кг, отсеки с аппаратурой систем управления, астроориентации, радиосистем и двигательной установки для коррекции и торможения перед посадкой. Общая масса АМС после отделения от разгонной ступени ракеты-носителя составляла 1583 кг.
Спускаемый аппарат состоял из герметичного приборного отсека (телевизионная аппаратура, аппаратура радиосвязи, программно-временное устройство, научная аппаратура, системы энергопитания и терморегулирования), оснащённого амортизаторами (надувные баллоны), антеннами и другим оборудованием.
На первом этапе полёта ракета-носитель «Молния» выводила «Е-6» вместе с разгонным блоком «Л» на околоземную орбиту. Вне видимости с территории СССР включался блок «Л», станции сообщалась вторая космическая скорость, и она ложилась на траекторию полёта к Луне. На протяжении всего полёта к Луне вёлся контроль и осуществлялась правка траектории с помощью корректирующих двигателей. На последнем этапе производилось торможение (гашение скорости с 2600 м/с до нескольких м/с) и осуществлялась мягкая посадка на Луну. На поверхность Луны должен был опуститься аппарат массой до полутонны.
В марте — апреле 1965 года начался перевод работ по автоматическим межпланетным станциям (включая проект Е-6) из ОКБ-1 в Конструкторское бюро Машиностроительного завода имени С. А. Лавочкина (МЗЛ). С 1965 года в МЗЛ на базе унифицированной платформы Е-6 были созданы различные модификации, выполнявшие определённые задачи: Е-6М («Мягкая посадка», отработка технологий мягкой посадки), Е-6С («Спутник», вывод автоматических станций на окололунную орбиту), Е-6ЛФ («Лунный Фотограф», фотографирование лунной поверхности с орбиты), Е-6ЛС («Лунная Связь», отработка технологий командно-измерительного комплекса для будущих пилотируемых полётов Л1 и Л3).
Программа начиналась и шла очень трудно. Успеху предшествовала длинная череда неудач, что привело к большому давлению на команды разработчиков со стороны руководства СССР с поисками виноватых.

## Список космических аппаратов
| Название                 | Дата запуска         | Стартовая площадка | Ракета-носитель              | NSSDC ID  | SCN   | Статус                            | Примечания |
| ------------------------ | -------------------- | ------------------ | ---------------------------- | --------- | ----- | --------------------------------- | --- |
| Е-6 № 1                  |                      |                    |                              |           |       |                                   | Отработочный макет, не запускался. |
| Е-6 № 2                  | 4 января 1963 года   | Байконур, Пл. 1    | Молния Т103-09 / Блок «Л»    | 1963-001A | 00521 | сход с орбиты 11 января 1963 года | Из-за незапуска двигателя разгонного блока «Л» (ввиду отказа электромеханического преобразователя ПТ-500, питающего бортовую сеть переменного трёхфазного тока) станция не смогла покинуть околоземную орбиту.                                                                      |
| Е-6 № 3                  | 3 февраля 1963 года  | Байконур, Пл. 1    | Молния / Блок «Л»            |           |       | сход с орбиты                     | Из-за повышенного ухода поплавкового гироскопа по каналу тангажа со 105-й секунды полёта третья ступень сильно отклонилась от расчётной траектории, невыход на промежуточную околоземную орбиту, АМС с разгонным блоком вошли в плотные слои атмосферы в районе Гавайских островов. |
| Луна-4 (Е-6 № 4)         | 2 апреля 1963 года   | Байконур, Пл. 1    | Молния / Блок «Л»            | 1963-008B | 00566 | частичный успех                   | Отказ системы астронавигации «Юпитер» (предположительно из-за бликов или перегрева аппаратуры) перед коррекцией траектории, пролёт станции в 8,5 тыс. км от Луны и возвращение к Земле по барицентрической орбите.                                                                  |
| Е-6 № 6                  | 21 марта 1964 года   | Байконур, Пл. 1    | Молния / Блок «Л»            |           |       | сход с орбиты                     | Незапуск двигательной установки третьей ступени из-за поломки штока пироузла клапана окислителя. |
| Е-6 № 5                  | 20 апреля 1964 года  | Байконур, Пл. 1    | Молния / Блок «Л»            |           |       | сход с орбиты                     | Отказ системы управления III ступени (блока «И») ввиду сбоя электропитания. |
| Космос-60 (Е-6 № 9)      | 12 марта 1965 года   | Байконур, Пл. 1    | Молния / Блок «Л»            | 1965-018A |       | сход с орбиты 17 марта 1965 года  | Отказ работы разгонного блока «Л» (не включился маршевый двигатель из-за выхода из строя преобразователя ПТ-500, заменённого в следующих изделиях на два ПТ-200), станция в течение пяти дней находилась на околоземной орбите.                                                     |
| Е-6 № 8                  | 10 апреля 1965 года  | Байконур, Пл. 1    | Молния / Блок «Л»            |           |       | сход с орбиты                     | Авария третьей ступени вследствие падения давления в магистрали наддува бака окислителя. |
| Луна-5 (Е-6 № 10)        | 9 мая 1965 года      | Байконур, Пл. 1    | Молния / Блок «Л»            | 1965-036A |       | частичный успех                   | Из-за отказа поплавковых гироскопов не произошёл тормозной импульс, станция разбилась о поверхность Луны в районе Моря Облаков. |
| Луна-6 (Е-6 № 7)         | 8 июня 1965 года     | Байконур, Пл. 1    | Молния / Блок «Л»            | 1965-044A |       | частичный успех                   | Из-за ошибки при корректировке орбиты на заключительном этапе двигатель КТДУ не отключился и израсходовал весь запас топлива, станция миновала Луну и вышла на гелиоцентрическую орбиту.                                                                                            |
| Луна-7 (Е-6 № 11)        | 4 октября 1965 года  | Байконур, Пл. 1    | Молния / Блок «Л»            | 1965-077A |       | частичный успех                   | Из-за отказа оптического датчика поиска Земли произошло блокирование импульса торможения, станция разбилась о поверхность Луны в районе Океана Бурь. |
| Луна-8 (Е-6 № 12)        | 3 декабря 1965 года  | Байконур, Пл. 1    | Молния / Блок «Л»            | 1965-099A |       | частичный успех                   | Из-за отказа наддува резиновых амортизаторов произошло закручивание станции и аварийное отключение двигателя КТДУ, станция разбилась о поверхность Луны в районе Океана Бурь. |
| Е-6М № 201               |                      |                    |                              |           |       |                                   | Отработочный макет, не запускался. |
| Луна-9 (Е-6М № 202)      | 31 января 1966 года  | Байконур, Пл. 31   | Молния / Блок «Л»            | 1966-006A | 00566 | успех                             | Первая в истории человечества мягкая посадка космического аппарата на поверхность Луны в районе Океана Бурь 3 февраля 1966 года, получены снимки с панорамами лунной поверхности.                                                                                                   |
| Космос-111 (Е-6С № 204)  | 1 марта 1966         | Байконур, Пл. 31   | Молния-М / Блок «Л»          | 1966-017A |       | сход с орбиты 3 марта 1966 года   | Отказ системы управления разгонного блока. |
| Луна-10 (Е-6М № 206)     | 31 марта 1966 года   | Байконур, Пл. 31   | Молния-М / Блок «Л»          | 1966-027A |       | успех                             | Успешный выход на орбиту Луны. Первый искусственный спутник Луны. Проведены исследования на орбите, 30 мая 1966 года упал на поверхность Луны. |
| Луна-11 (Е-6ЛФ № 101)    | 24 августа 1966 года | Байконур, Пл. 31   | Молния-М / Блок «Л»          | 1966-078A | 02406 | частичный успех                   | Из-за сбоя работы КТДУ и нерасчётного положения аппарата в объективы камер вместо Луны попало космическое пространство. |
| Луна-12 (Е-6ЛФ № 102)    | 22 октября 1966 года | Байконур, Пл. 31   | Молния-М / Блок «Л»          | 1966-094A | 02508 | успех                             | Успешный выход на орбиту Луны, на Землю передано 42 снимка поверхности Луны. |
| Луна-13 (Е-6М № 205)     | 21 декабря 1966 года | Байконур, Пл. 1    | Молния-М № 103-45 / Блок «Л» | 1966-116A | 02626 | успех                             | Мягкая посадка на поверхность Луны 24 декабря 1966 года, получены панорамные снимки поверхности, проведены пробы грунта. |
| Космос-159 (Е-6ЛС № 111) | 17 мая 1967 года     | Байконур, Пл. 1    | Молния-М / Блок «Л»          | 1967-046A |       | сход с орбиты                     | Из-за отказа блока «Л» остался на околоземной орбите. |
| Е-6ЛС № 112              | 7 февраля 1968 года  | Байконур, Пл. 1    | Молния-М / Блок «Л»          |           |       | сход с орбиты                     | Отказ третьей ступени. |
| Луна-14 (Е-6ЛС № 113)    | 7 апреля 1968 года   | Байконур, Пл. 1    | Молния-М / Блок «Л»          | 1968-027A |       | успех                             | Выход на орбиту Луны, испытания радиокомплекса ДРК. |